# 2022-es francia labdarúgó-szuperkupa
A 2022-es francia labdarúgó-szuperkupa volt a Trophée des champions 27. kiírása. A mérkőzést a 2021–2022-es Ligue 1 bajnoka, a Paris Saint-Germain és a 2021–2022-es francia kupa győztese, a Nantes vívta. A mérkőzésre 2022. július 31-én került sor az izraeli Tel-Avivban épült Bloomfield Stadionban. A mérkőzés izraeli megrendezése  franciaországi BDS mozgalomtól bírálatokat kapott.
A mérkőzést a Paris Saint-Germain nyerte 4–0-ra és így a párizsi csapatnak rekordot jelentő tizenegy címe van a sorozatban.

## A csapatok
| Csapat              | Kvalifikáció módja                                | Az ezt megelőző döntős szereplések évszámai, félkövérrel szedve a győztes évek                |
| ------------------- | ------------------------------------------------- | --------------------------------------------------------------------------------------------- |
| Paris Saint-Germain | 2021–2022-es francia labdarúgó-bajnokság győztese | 15 (1986, 1995, 1998, 2004, 2006, 2010, 2013, 2014, 2015, 2016, 2017, 2018, 2019, 2020, 2021) |
| Nantes              | 2021–22-es francia kupa győztese                  | 7 (1965, 1966, 1973, 1995, 1999, 2000, 2001)                                                  |

## A mérkőzés

### Részletek
| 2022. július 31. 21:00 (CEST) |

| Paris Saint-Germain                             | 4–0               | Nantes |
| ----------------------------------------------- | ----------------- | ------ |
| Messi 22' Neymar 45+2' 82' (11-esből) Ramos 57' | (2–0) Jegyzőkönyv |        |

| Bloomfield Stadion, Tel-Aviv (Izrael) Nézőszám: 28 000 Játékvezető: Grinfeld (izraeli) |

| Paris Saint-Germain | Nantes |

| GK                 | 99 | Gianluigi Donnarumma |     |     |
| CB                 | 4  | Sergio Ramos         |     |     |
| CB                 | 5  | Marquinhos (c)       |     |     |
| CB                 | 3  | Presnel Kimpembe     |     |     |
| RM                 | 2  | Achraf Hakimi        |     | 78' |
| CM                 | 6  | Marco Verratti       |     | 78' |
| CM                 | 17 | Vitinha              | 16' | 68' |
| LM                 | 25 | Nuno Mendes          |     | 68' |
| RW                 | 19 | Pablo Sarabia        |     | 84' |
| CF                 | 30 | Lionel Messi         |     |     |
| LW                 | 10 | Neymar               |     |     |
| Cserék:            |    |                      |     |     |
| GK                 | 1  | Keylor Navas         |     |     |
| DF                 | 14 | Juan Bernat          |     | 68' |
| DF                 | 22 | Abdou Diallo         |     |     |
| DF                 | 26 | Nordi Mukiele        |     | 78' |
| MF                 | 8  | Leandro Paredes      |     | 78' |
| MF                 | 15 | Danilo Pereira       |     | 68' |
| MF                 | 27 | Idrissa Gueye        |     |     |
| FW                 | 9  | Mauro Icardi         |     |     |
| FW                 | 29 | Arnaud Kalimuendo    |     | 84' |
| Vezetőedző:        |    |                      |     |     |
| Christophe Galtier |    |                      |     |     |

| GK                | 1  | Alban Lafont (c)         |     |     |
| CB                | 21 | Jean-Charles Castelletto | 81′ |     |
| CB                | 3  | Andrei Girotto           |     |     |
| CB                | 4  | Nicolas Pallois          |     |     |
| RM                | 11 | Marcus Coco              | 38' | 64' |
| CM                | 17 | Moussa Sissoko           |     |     |
| CM                | 5  | Pedro Chirivella         |     | 64' |
| LM                | 12 | Dennis Appiah            |     | 78' |
| AM                | 10 | Ludovic Blas             |     |     |
| CF                | 7  | Evann Guessand           |     | 78' |
| CF                | 27 | Moses Simon              |     |     |
| Cserék:           |    |                          |     |     |
| GK                | 16 | Rémy Descamps            |     |     |
| DF                | 2  | Fábio                    |     | 78' |
| DF                | 24 | Sébastien Corchia        |     | 78' |
| MF                | 8  | Samuel Moutoussamy       | 75' | 64' |
| MF                | 18 | Samuel Yepié Yepié       |     |     |
| MF                | 19 | Mohamed Achi             |     |     |
| MF                | 20 | Lohann Doucet            |     |     |
| MF                | 29 | Quentin Merlin           |     |     |
| FW                | 31 | Mostafa Mohamed          |     | 64' |
| Vezetőedző:       |    |                          |     |     |
| Antoine Kombouaré |    |                          |     |     |

| A mérkőzés játékosa: Lionel Messi (Paris Saint-Germain) Asszisztensek: Roy Hassan (izraeli) Idan Yarkoni (izraeli) Negyedik játékvezető: Gal Leibovitz (izraeli) Videóbíró: Roi Reinshreiber (izraeli) Videóbíró-asszisztens: David Fuxman (izraeli) | Szabályok - 90 perc játékidő. - Döntetlen esetén tizenegyesrúgások. - Hét nevezhető cserejátékos, három cserelehetőség. |

### Statisztika
| Statisztika            | Paris Saint-Germain | Nantes |
| ---------------------- | ------------------- | ------ |
| Lőtt gólok             | 4                   | 0      |
| Kapura lövés           | 15                  | 8      |
| Kaput eltaláló lövések | 8                   | 2      |
| Védés                  | 2                   | 4      |
| Labdabirtoklás         | 62%                 | 38%    |
| Szöglet                | 3                   | 5      |
| Szabálytalanság        | 13                  | 15     |
| Les                    | 1                   | 0      |
| Sárga lap              | 1                   | 2      |
| Piros lap              | 0                   | 1      |